# 多茨
多茨，是匈牙利琼格拉德州所辖的一个村。总面积49.43平方公里，总人口776，人口密度15.7人/平方公里（2011年1月1日）。